# Corynoptera nitens
Corynoptera nitens är en tvåvingeart som beskrevs av Freeman 1954. Corynoptera nitens ingår i släktet Corynoptera och familjen sorgmyggor. Inga underarter finns listade i Catalogue of Life.